# Droits LGBT au Pérou

L'homosexualité est légale au Pérou mais elle reste toujours taboue. Les individus LGBT (lesbiennes, gays, bisexuels et transgenres) font donc l'objet de discriminations régulières.

## Textes de loi
Depuis 2004, la discrimination en fonction de l'orientation sexuelle est passible de poursuite[réf. nécessaire]. Cette revendication est portée par le Front pour le droit à la différence (en espagnol : Frente por el Derecho a Ser Diferente, abrégé en FREDIF), réunissant des organisations de défense des droits des personnes LGBT.

### Homosexualité dans l'armée
En 2004, la Cour constitutionnelle du Pérou promulgue une loi interdisant aux homosexuels des forces armées péruviennes d'avoir des relations intimes entre personnes du même sexe. Le ministre de la Défense, Roberto Chiabra, défend cette loi en la présentant comme une preuve de respect vis-à-vis des institutions[réf. nécessaire].

### Homosexualité dans la police
En mai 2009, une loi interdit aux personnes homosexuelles de rentrer dans la police. Le texte considère que leurs « actes sont sujets à scandale et dévalorisent l'image de l'institution »,.

### Classement de la transidentité et de l'intersexuation comme maladie mentale
Le 15 mai 2024, un décret du ministère de la Santé péruvien ajoute la transidentité, le travestissement et les désordres d'identités de genre comme des maladies mentales,. Les associations de défenses des droits LGBT du pays dénoncent le décret et demandent son retrait, tandis que le ministère justifie le changement pour permettre la prise en charge complète des personnes trans dans le cadre du PEAS (es), qui détermine ce qui est couvert par l'assurance santé du pays,. Robert Garcia, député des États-Unis, dénonce le décret et annonce qu'il va travailler avec le département d'État des États-Unis pour le faire changer par voie diplomatique. Peu de temps après l'annonce du décret, des manifestations sont organisés devant le ministère de la Santé à Lima et devant l'ambassade du Pérou à Quito.
Le gouvernement revient sur sa décision le 26 juin 2024.

## Violences, intimidations ou discriminations à l'égard des homosexuels
En 2003, Beatriz Merino est désignée présidente du Conseil des ministres péruvien. Elle est la première femme à occuper ce poste mais est démise de ses fonctions six mois plus tard, à la suite de rumeurs portant sur son orientation sexuelle[réf. nécessaire]. 
En 2005, des militants LGBT du Pérou se rencontrent officiellement pour la première fois au sein de la Primer Encuentro Nacional de Movimientos y Activistas TLGB, et rédigent un manifeste dans lequel ils dénoncent le « climat de haine » que doivent affronter les personnes LGBT de leur pays.
Une gay pride existe depuis 1997, mais elle rassemble peu de manifestants (500 personnes, en général). De nombreux cas d'agressions, d'intimidations ou d'humiliations — parfois soutenues par la police[réf. nécessaire] — sont régulièrement dénoncés par des organismes internationaux.